# コガラ
コガラ（小雀、学名：Poecile montanus (Conrad von Baldenstein, 1827) ）は、スズメ目シジュウカラ科コガラ属に分類される鳥類の一種。

## 分布
ユーラシア大陸中緯度地域を中心に広くに分布する 。
日本では北海道、本州、四国、九州に周年生息する（留鳥）。日本では本州以南では山地から亜高山帯の森林内に生息し、北海道では平地でも見られる。北海道留萌振興局天塩郡天塩町の町の鳥に指定されている。

## 形態
全長は12-13 cm。翼開長は21 cm。背面や翼、尾羽は褐色、腹面は淡褐色で覆われる。
頭頂部と咽頭部の羽毛は黒い。側頭部から胸部にかけては白い羽毛で覆われる。ベレー帽を被ったようにも見える。雌雄同色。

### 類似種との区別
北海道に分布しているハシブトガラと似ているが、嘴がやや細いこと、鳴き声が違うこと、頭上と喉に光沢がないことなどにより区別できる。
|        |              |
| コガラ | ハシブトガラ |

## 生態
平野から山地までの森林に生息する。種小名montanusは「山」の意。繁殖期にはペアで縄張りを形成する。亜高山帯で繁殖した個体は、冬季低地に下りて越冬する。秋から冬にかけてシジュウカラ科の他種と混群を形成することもある。
食性は雑食で、昆虫類、節足動物、果実等を食べる。固い果実でもこじ開けて食べることができる。
繁殖形態は卵生で、枯れ木に穴を掘り、その中に樹皮、苔などを使って皿状の巣を作る。日本では4-7月に1回に5-9個の卵を産む。抱卵はメスのみが行い、抱卵期間は12-15日程である。雛は約18日で巣立ちする。

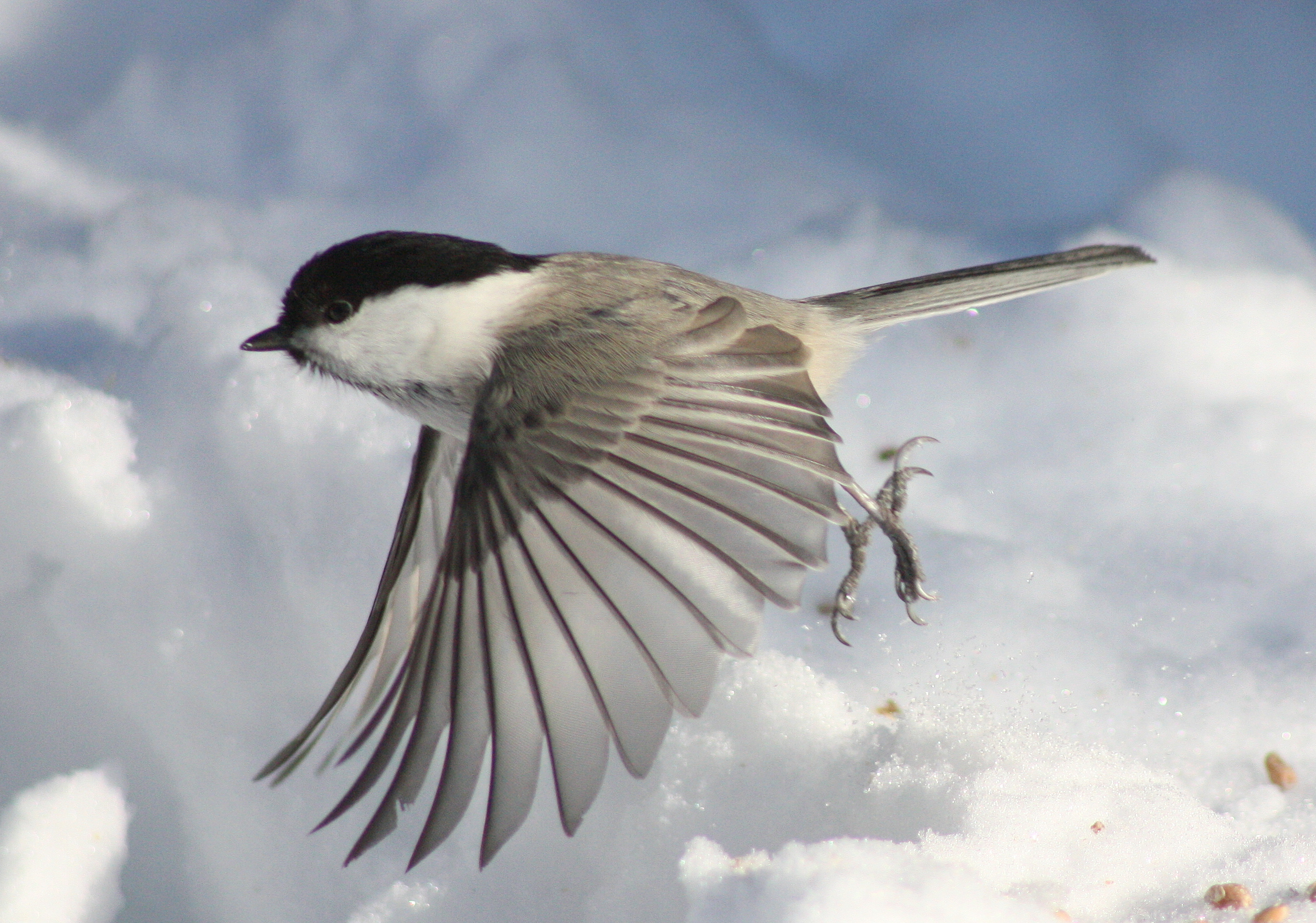
翼を広げた様子
- 鳴き声
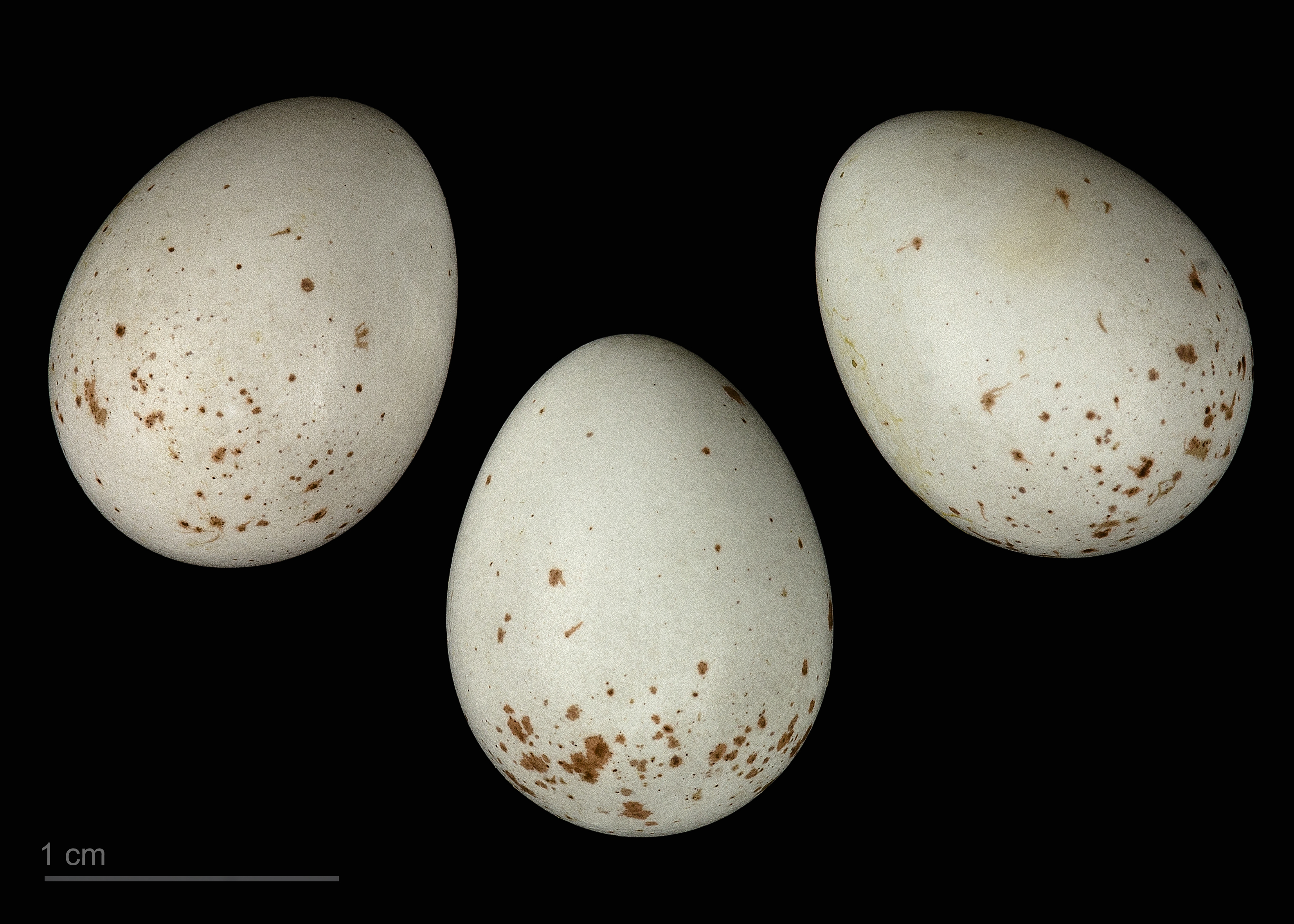
Poecile montanus
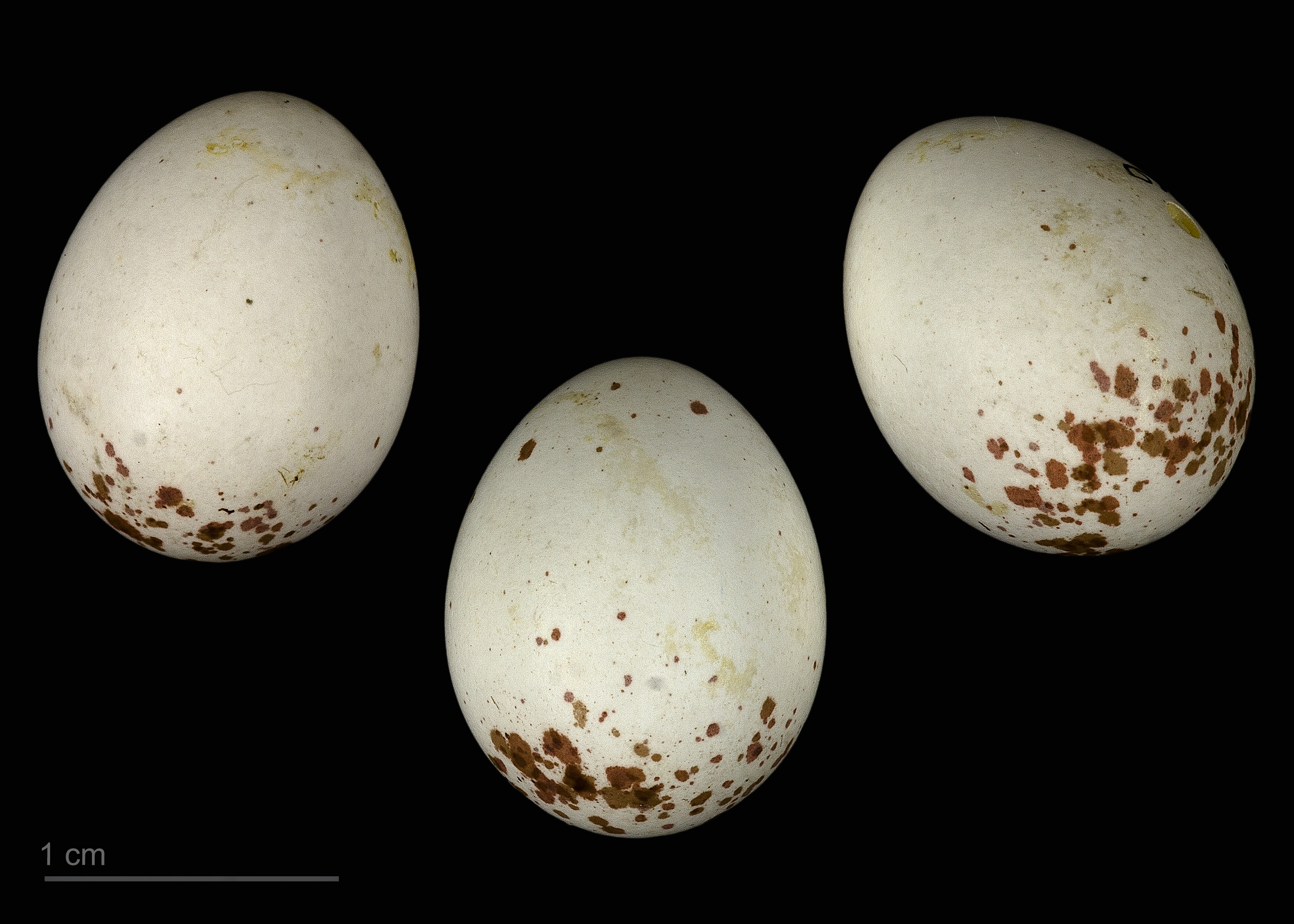
Poecile montanus borealis

## 分類

### コガラ属
コガラ属（コガラぞく、学名：Poecile Kaup, 1829）は、スズメ目シジュウカラ科の一属。以下の種に分類されている。
- P. superciliosus Przewalski, 1876 - 英名：White-browed Tit、中国西部に分布する。
- P. lugubris (Temminck,, 1820) - バルカンコガラ、英名：Sombre Tit、ユーラシア大陸中南部に分布する。
- P. davidi Berezowski & Bianchi[10], 1891 - 英名：Père David's Tit、中国北中部に分布する。
- P. palustris (Linnaeus , 1758) - ハシブトガラ、英名：Marsh Tit、ユーラシア大陸に広くに分布する。
- P. hyrcanus Zarudny & Loudon, 1905 - 英名：Caspian Tit、アゼルバイジャン南東部とイラン北部に分布する。
- P. hypermelaenus Berezowski & Bianchi[11] , 1891 - 英名：Black-bibbed Tit、中国西部、中部、南西部とミャンマー西部に分布する。
- P. montanus (Conrad von Baldenstein, 1827) - コガラ、英名：Willow Tit、ユーラシア大陸に広くに分布する。
- P. weigoldicus (Kleinschmidt, O & Weigold, 1921) - 英名：Sichuan Tit、中国中西部と南西中部に分布する。
- P. carolinensis  (Audubon, 1834) - カロライナコガラ、英名：Carolina Chickadee、アメリカ合衆国南東部に分布する。
- P. atricapillus (Linnaeus, 1766) - アメリカコガラ、英名：Black-capped Chickadee、北アメリカ北部に分布する。
- P. gambeli (Ridgwayi, 1886) - マミジロコガラ、英名：Mountain Chickadee、北アメリカ西部とメキシコ北西部に分布する。
- P. sclateri (Kleinschmidt, O, 1897) - 英名：Mexican Chickadee、アメリカ合衆国南西部とメキシコに分布する。
- P. cinctus (Boddaert, 1783) - シベリアコガラ、英名：Grey-headed Chickadee、ユーラシア大陸北部と北アメリカ北西部に分布する。
- P. hudsonicus (Forster, JR, 1772) - カナダコガラ、英名：Boreal Chickadee、北アメリカ北部に分布する。
- P. rufescens (Townsend, JK, 1837) - 英名：Chestnut-backed Chickadee、北アメリカ西部に分布する。

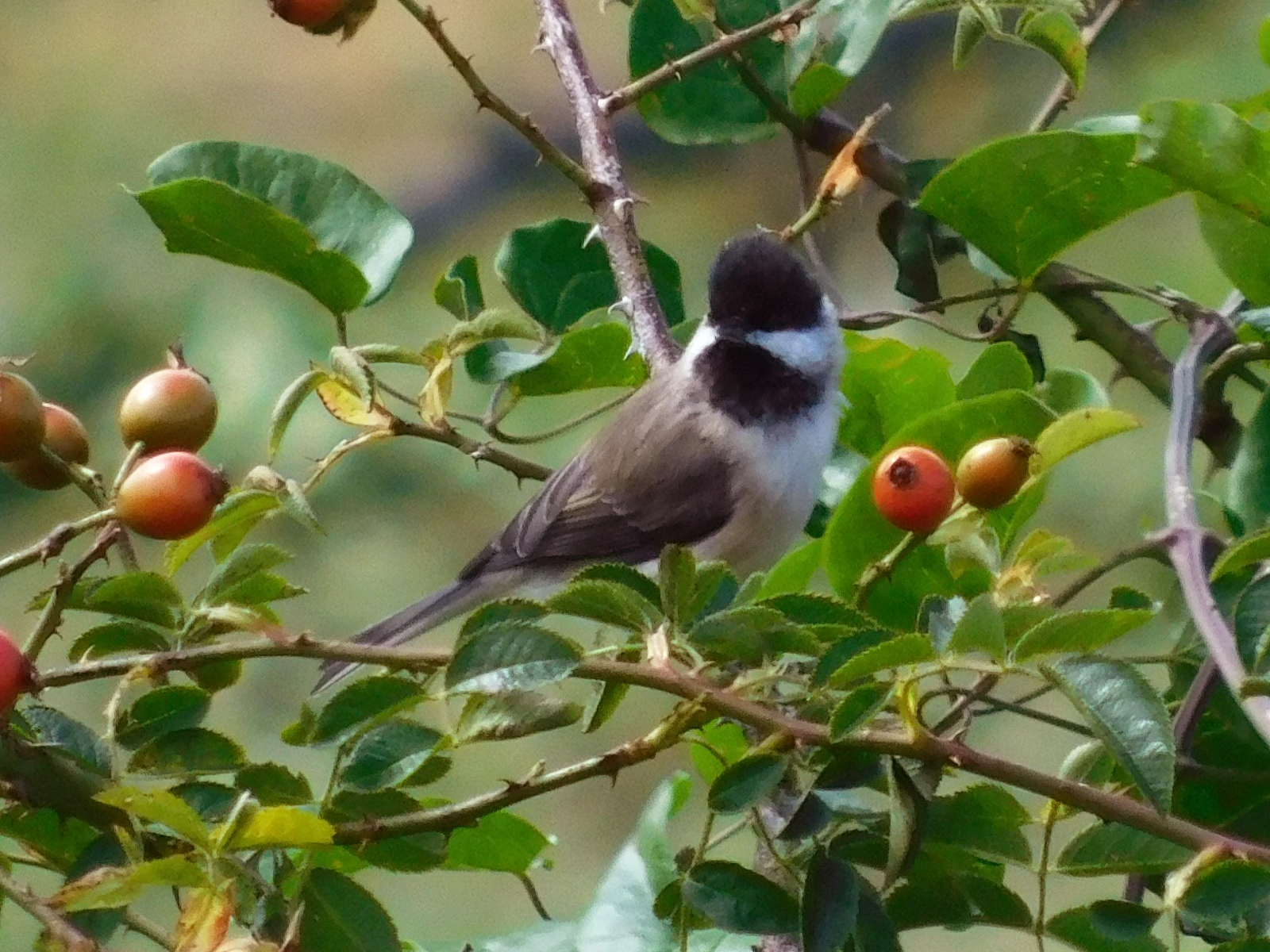
P. lugubris バルカンコガラ
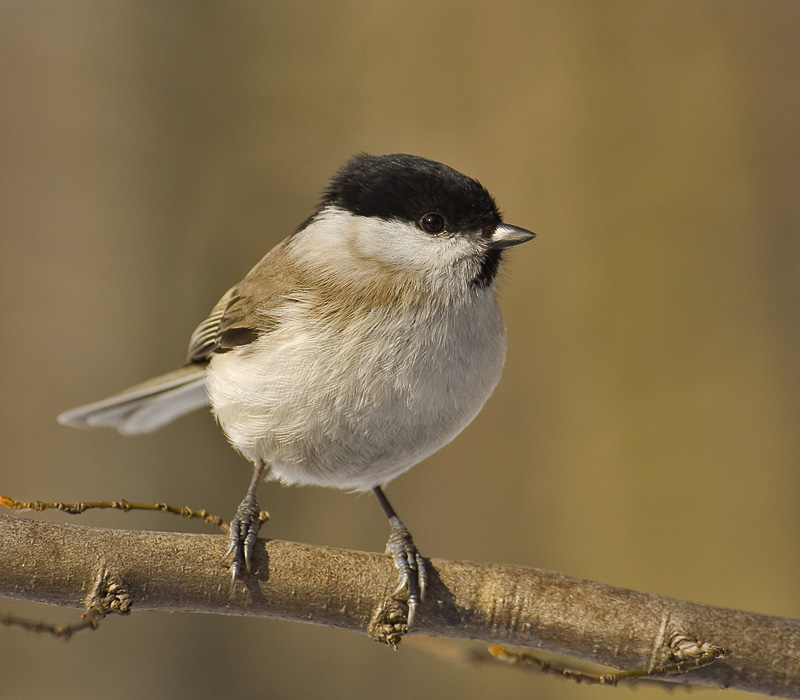
P. palustris ハシブトガラ
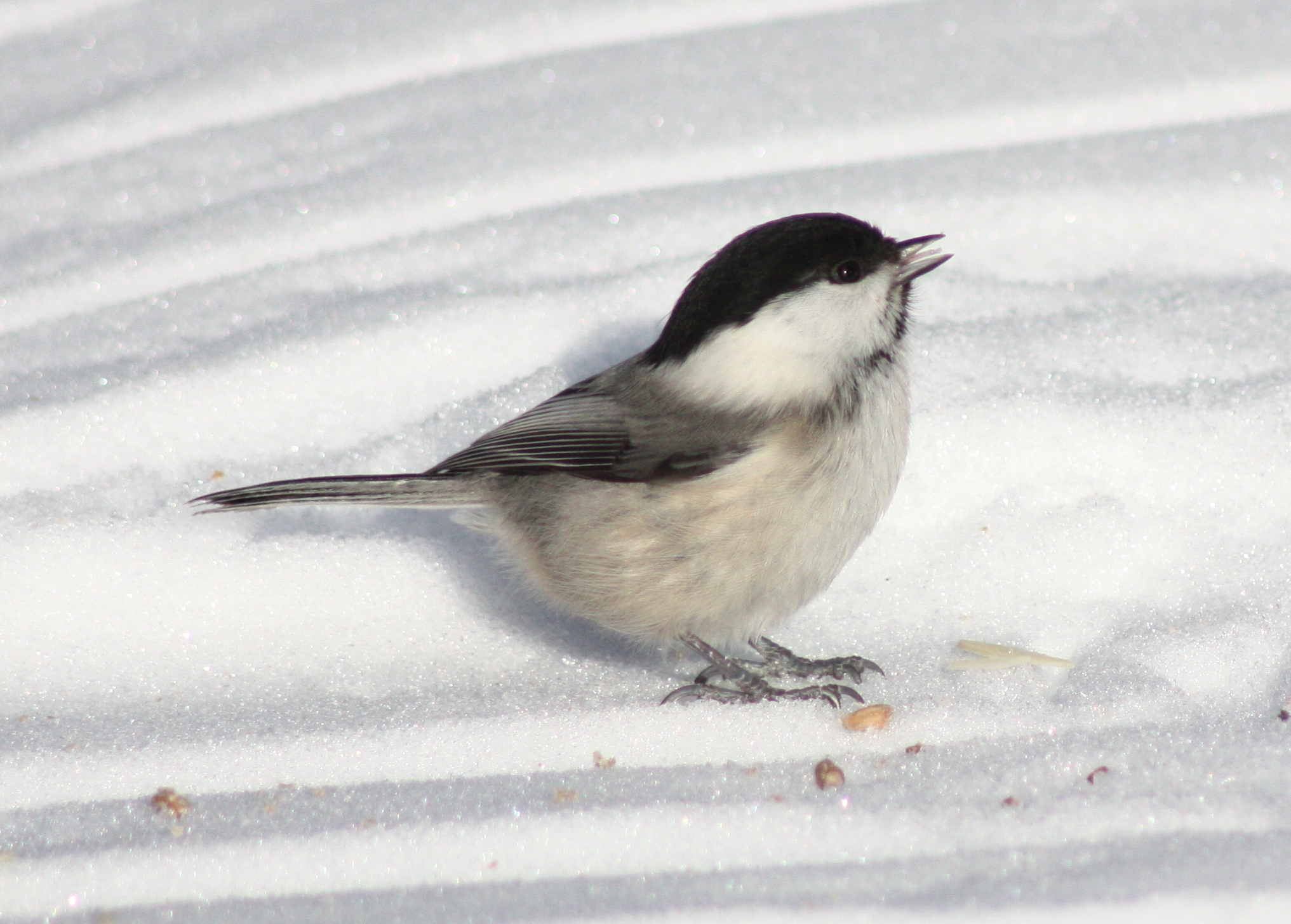
P. montanus コガラ
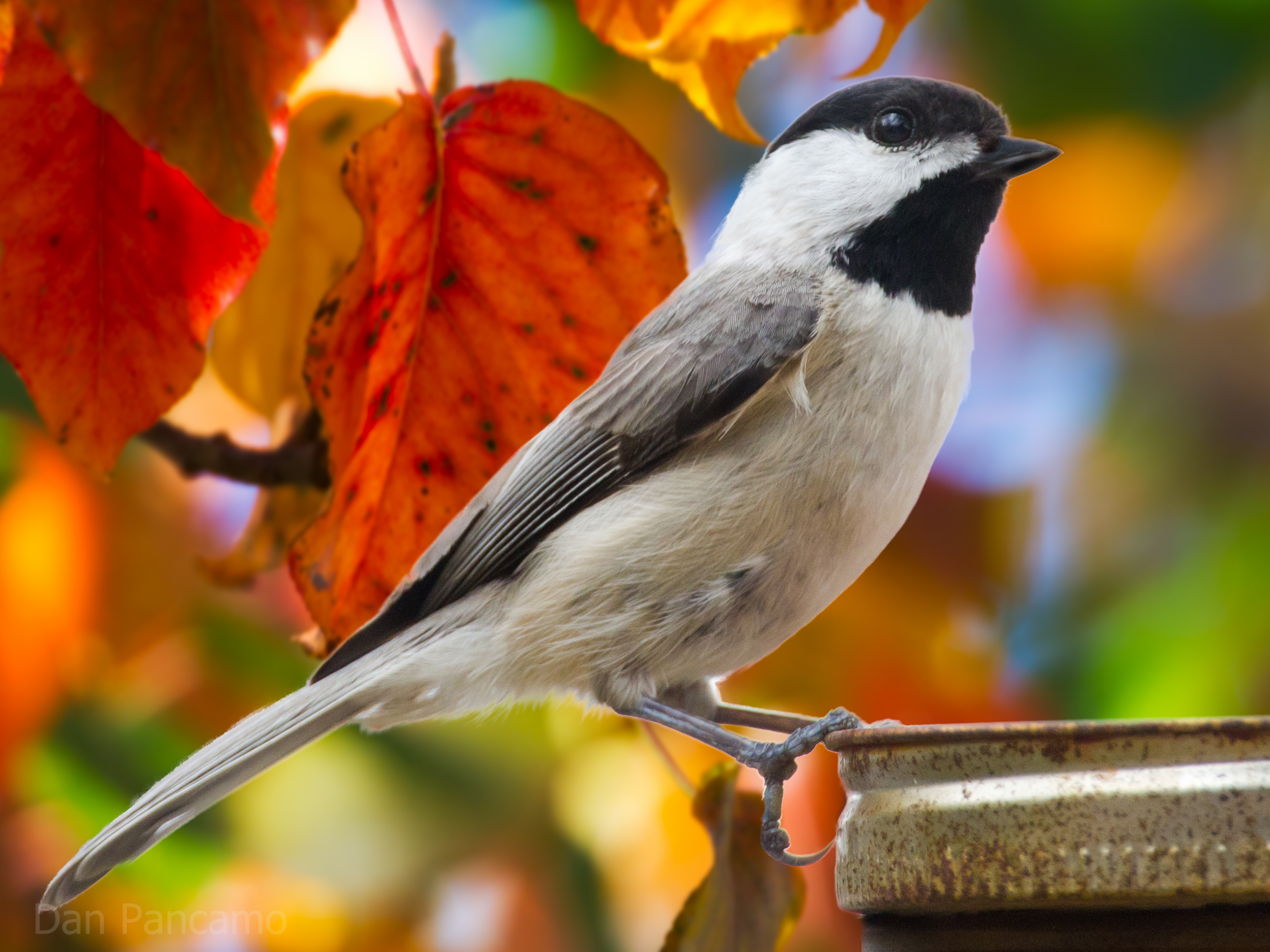
P. carolinensis カロライナコガラ
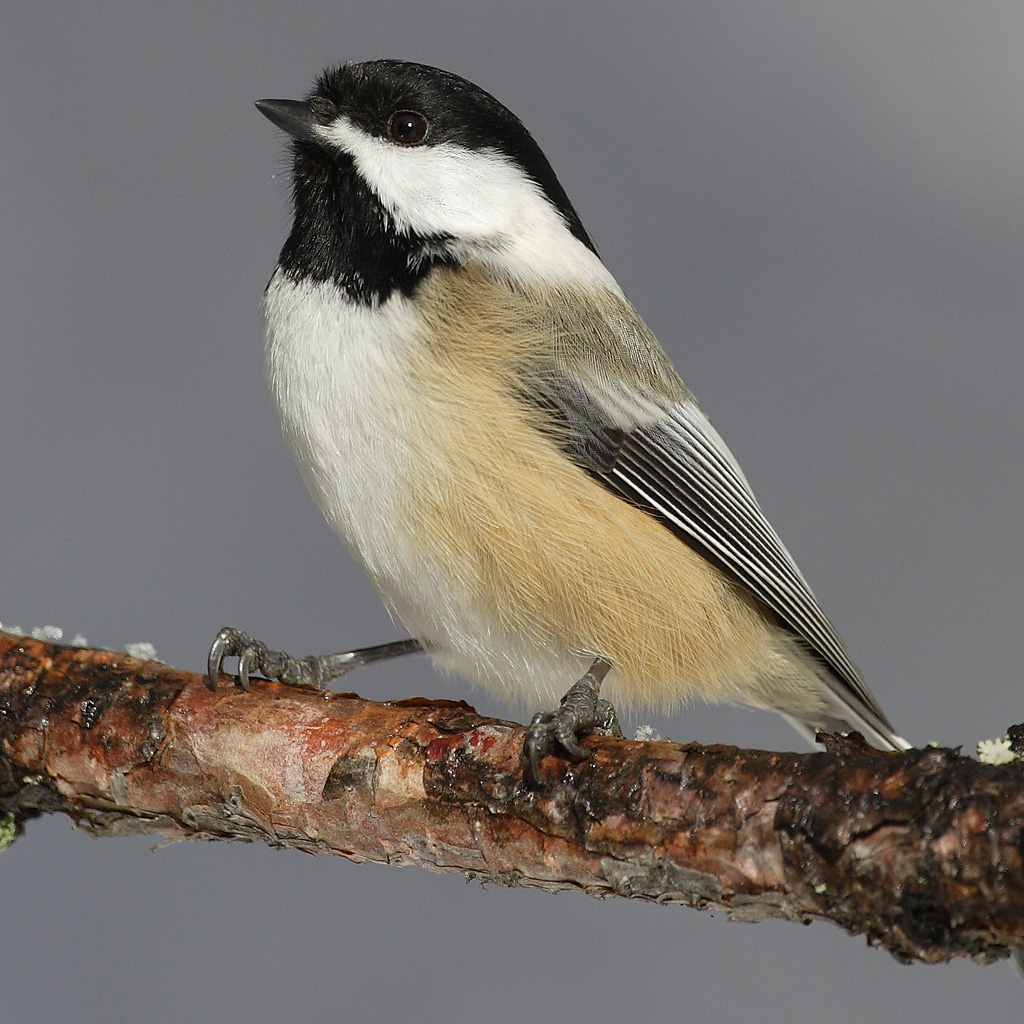
P. atricapillus アメリカコガラ
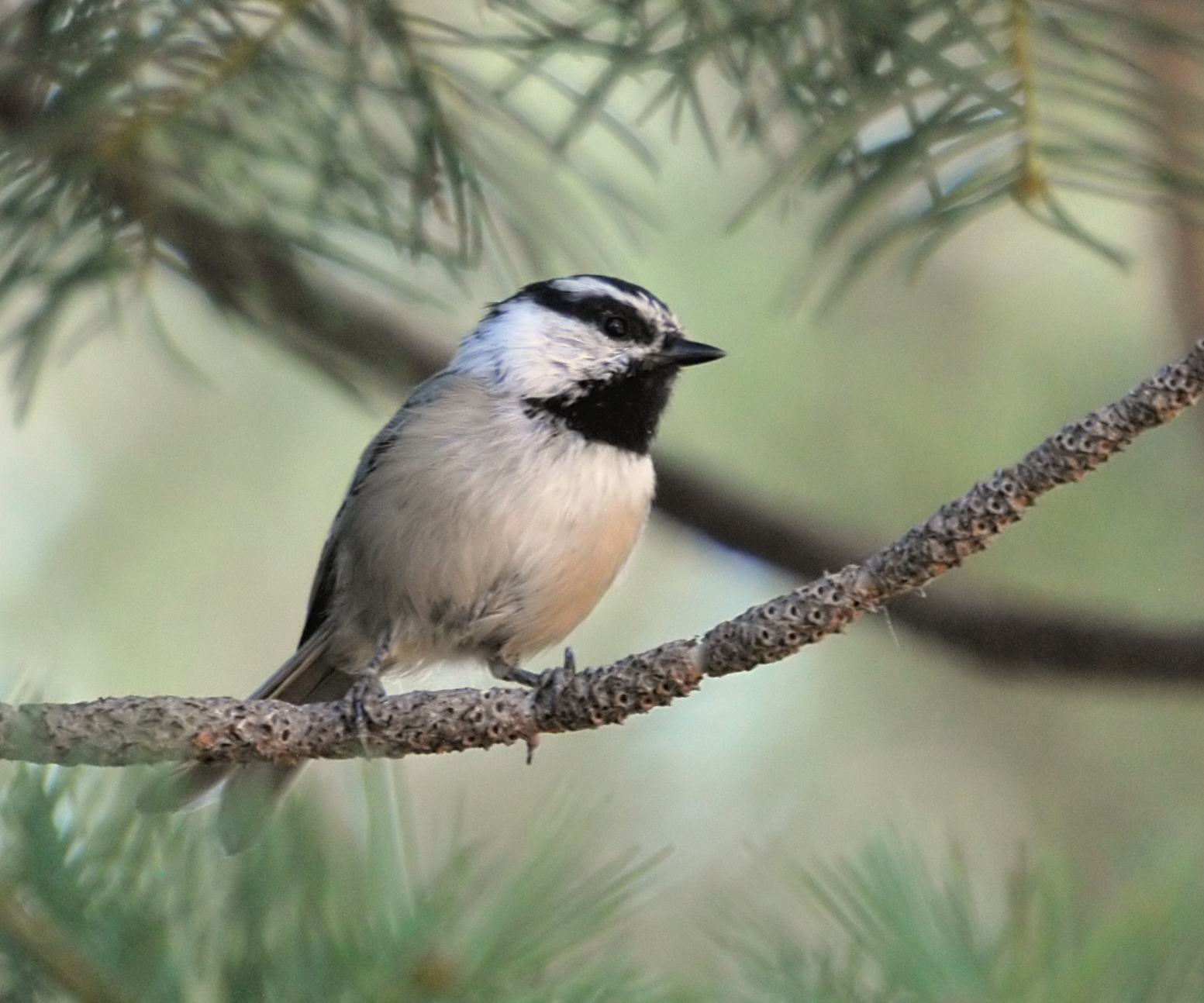
P. gambeli マミジロコガラ
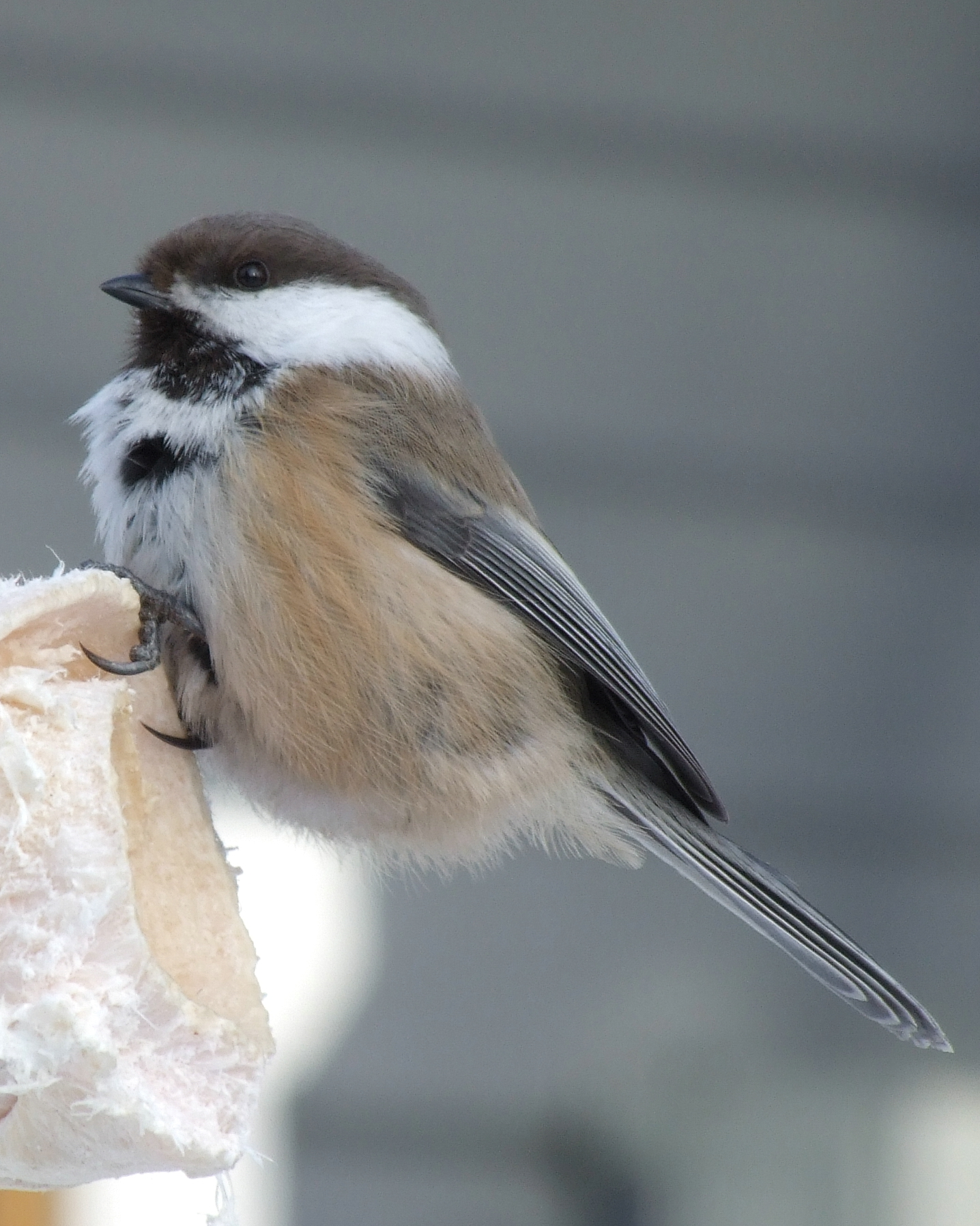
P. cinctus シベリアコガラ
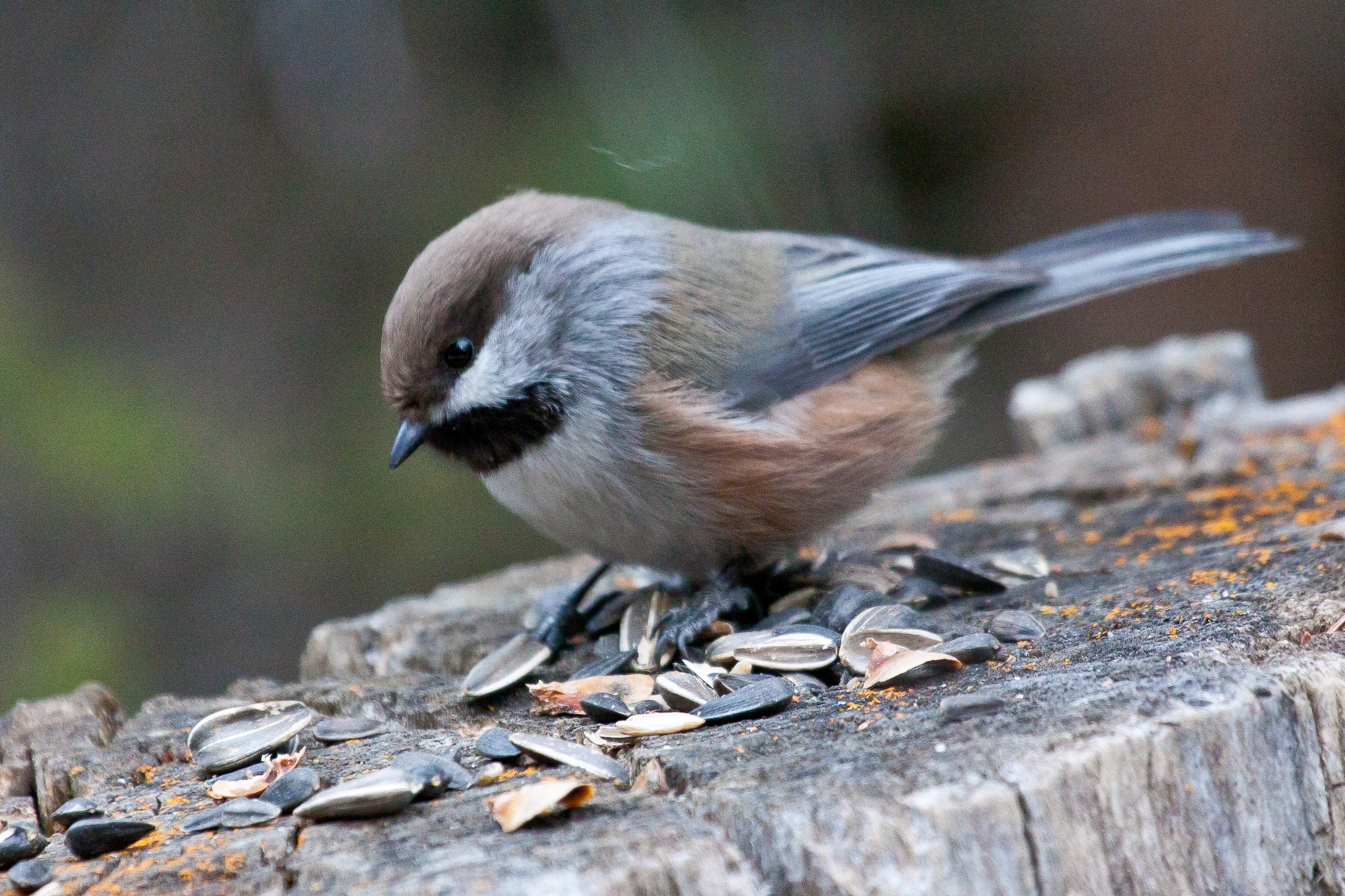
P. hudsonicus カナダコガラ
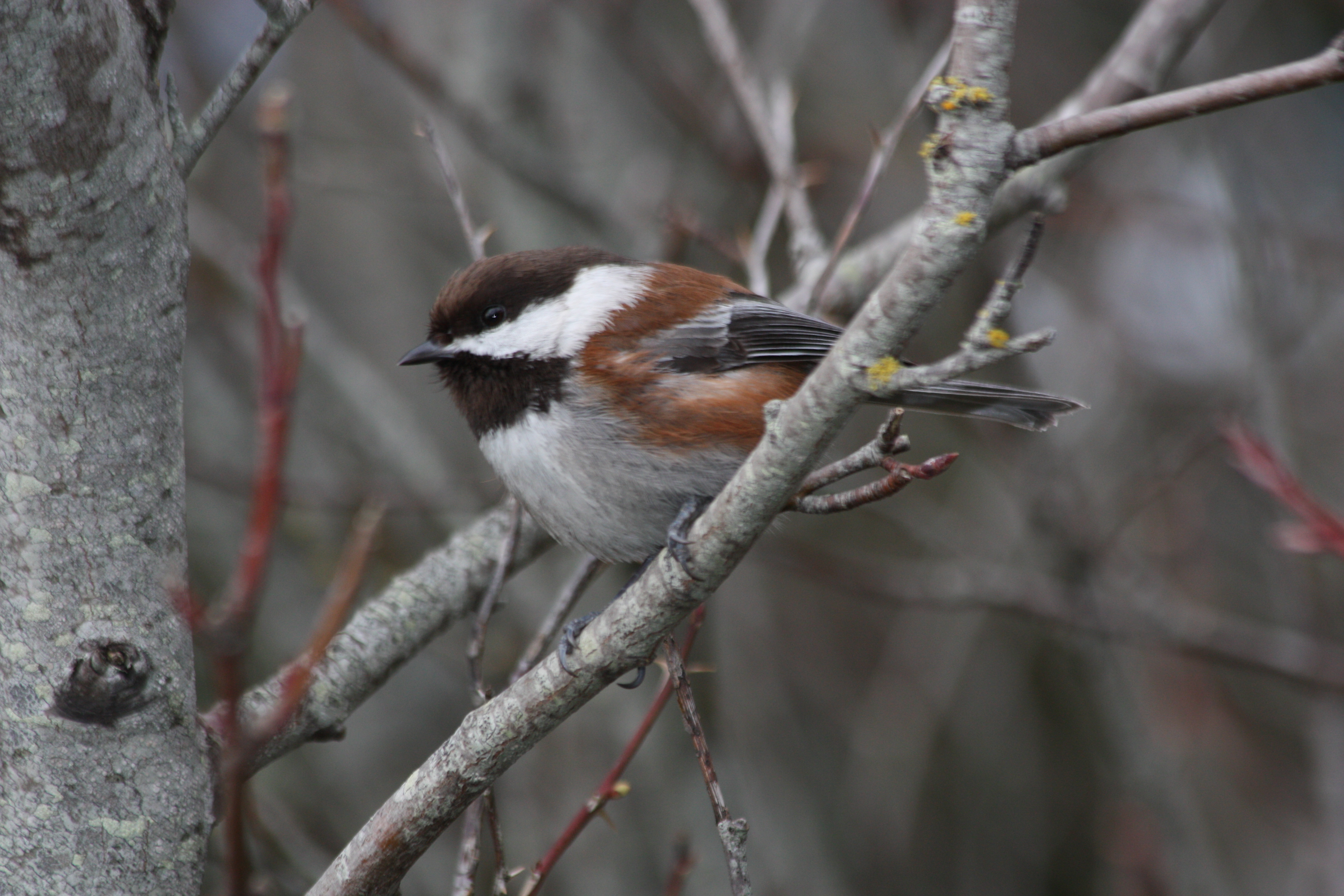
P. rufescens

### 亜種
コガラ（Poecile montanus）は、以下の亜種に分類されている。
- P. m. kleinschmidti Hellmayr, 1900 - イギリスに分布する。
- P. m. rhenanus (Kleinschmidt, O, 1900) - フランス北西部からドイツ西部、スイス、イタリア北部にかけて分布する。
- p. m. montanus (Conrad von Baldenstein, 1827) - フランス南東部からルーマニア、ブルガリア、ギリシャにかけて分布する。
- p. m. salicarius (Brehm, CL, 1831) - ドイツ、ポーランド西部からスイス北東部からオーストリアにかけて分布する。
- p. m. borealis (de Sélys-Longchamps, 1843) - スカンジナビア半島南部からウクライナにかけて分布する。
- p. m. uralensis (Grote, 1927) - ヨーロッパロシア、シベリア西部、カザフスタンに分布する。
- p. m. baicalensis Swinhoe, 1871 - シベリア中央東部と東部、モンゴル北部、中国北部、朝鮮民主主義人民共和国に分布する。
- p. m. anadyrensis (Belopolski, 1932) - シベリア北東部に分布する。
- p. m. kamtschatkensis Bonaparte[12], 1850 - カムチャッカ半島と千島列島北部に分布する。
- p. m. sachalinensis (Lönnberg, 1908) - 樺太と千島列島南部に分布する。
- p. m. restrictus (Hellmayr, 1900) - 亜種コガラ[4]。日本に分布する留鳥。
- p. m. songarus (Severtsov, 1873) - カザフスタン南東部からキルギスと中国東北部にかけてに分布する。
- p. m. affinis Przewalski, 1876 - 中国北中部に分布する。
- p. m. stoetzneri (Kleinschmidt, O, 1921) - 中国東北部に分布する。

## 種の保全状況評価
生息地によっては開発による生息地や獲物の減少に伴い生息数が減少している。国際自然保護連合（IUCN）により、レッドリストの軽度懸念（LC）の指定を受けている。
日本の以下の都道府県でレッドリストの指定を受けている。
- 絶滅危惧II類 - 神奈川県（非繁殖期は準絶滅危惧）[14]
- 準絶滅危惧（NT） - 大阪府、山口県、福岡県
- Cランク - 兵庫県（環境省の準絶滅危惧相当）
- 希少種 - 奈良県（環境省の準絶滅危惧相当）
- 留意 - 岡山県[15]